# راسيل فورد (لاعب هوكي الحقل)
راسيل فورد (بالإنجليزية: Russell Ford)‏ هو لاعب هوكي الحقل أسترالي، ولد في 12 مارس 1979 في روكامبتون في أستراليا.

## وصلات خارجية
- راسيل فورد على موقع الاتحاد الدولي للهوكي (الإنجليزية)
- راسيل فورد على موقع اللجنة الأولمبية الدولية (الإنجليزية)
- راسيل فورد على موقع أوليمبيديا (الإنجليزية)
- راسيل فورد على موقع اللجنة الأولمبية الأسترالية (الإنجليزية)